# Montes Tabulares
Os Montes Tabulares (em polaco: Góry Stołowe, em checo: Stolové hory, em alemão: Heuscheuergebirge) são uma conjunto de montanhas de 42 km de extensão, entre a Polónia e a Chéquia, na região dos Sudetos. O seu pico mais elevado fica a 919 m de altitude e é chamado de Szczeliniec Wielki. A parte polaca destes montes encontra-se protegida pelo Parque Nacional dos Montes Tabulares.
Os montes são formados por arenito e apresentam uma estrutura revestida com bordas de montanha pura, um caso único na Polónia. Entre as atrações turísticas estão os dois maciços Szczeliniec Wielki e Skalniak, onde se encontram várias formações rochosas notáveis, como Kwoka ("Galinha"), Wielbłąd ("Camelo"), Małpa ("Macaco"), Głowa Konia ("Cebeça de Cavalo"), Fotel Pradziada ("Poltrona do Bisavô").

## Toponímia
O nome polaco (Góry Stołowe) deve-se ao relevo tabular de mesa dos picos Szczeliniec Wielki e Szczeliniec Mały. Já o nome alemão advém da forma desses picos, que faz lembrar celeiros ("Scheuer", em alemão).

## Galeria

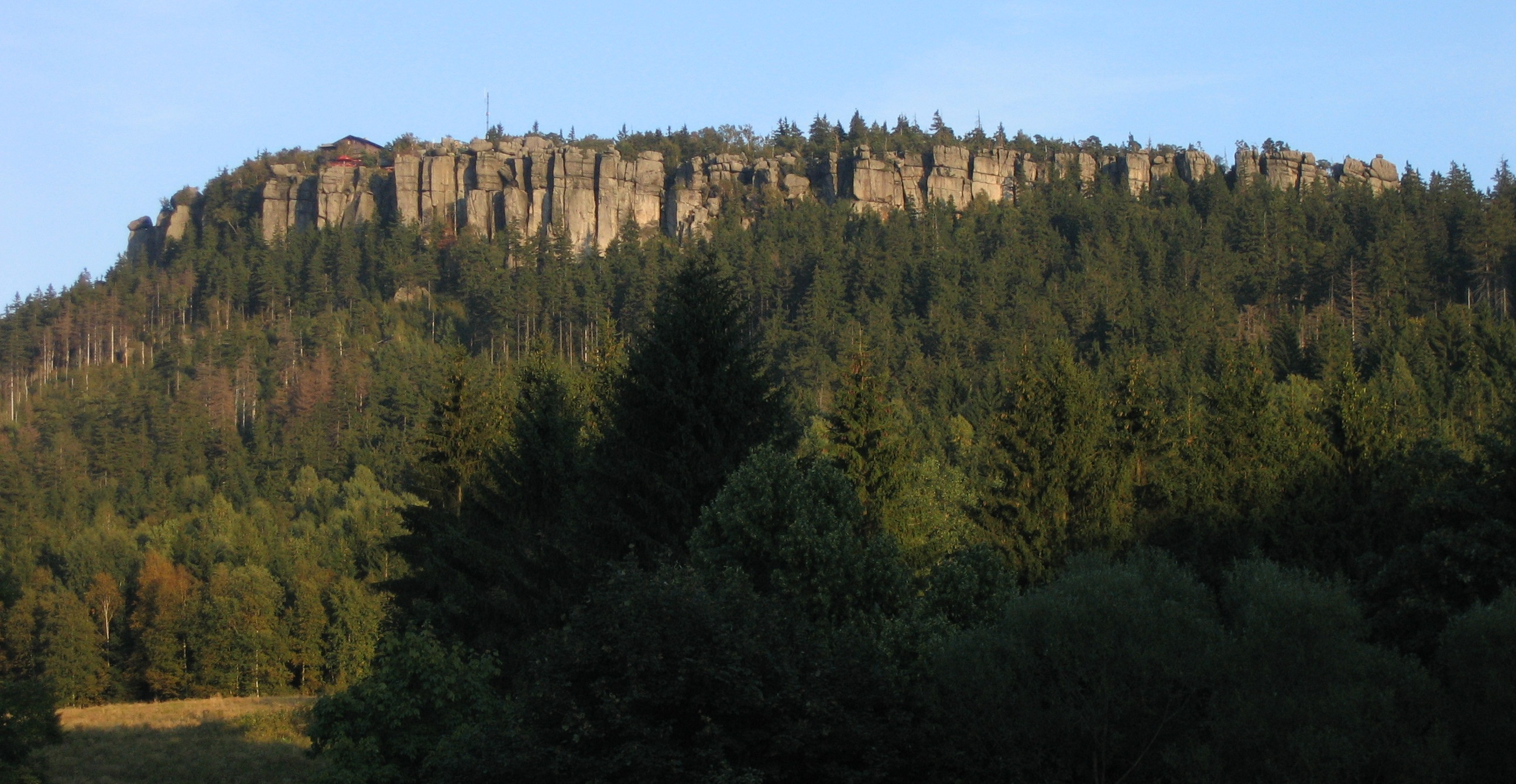
Szczeliniec Wielki vista a partir da Chéquia
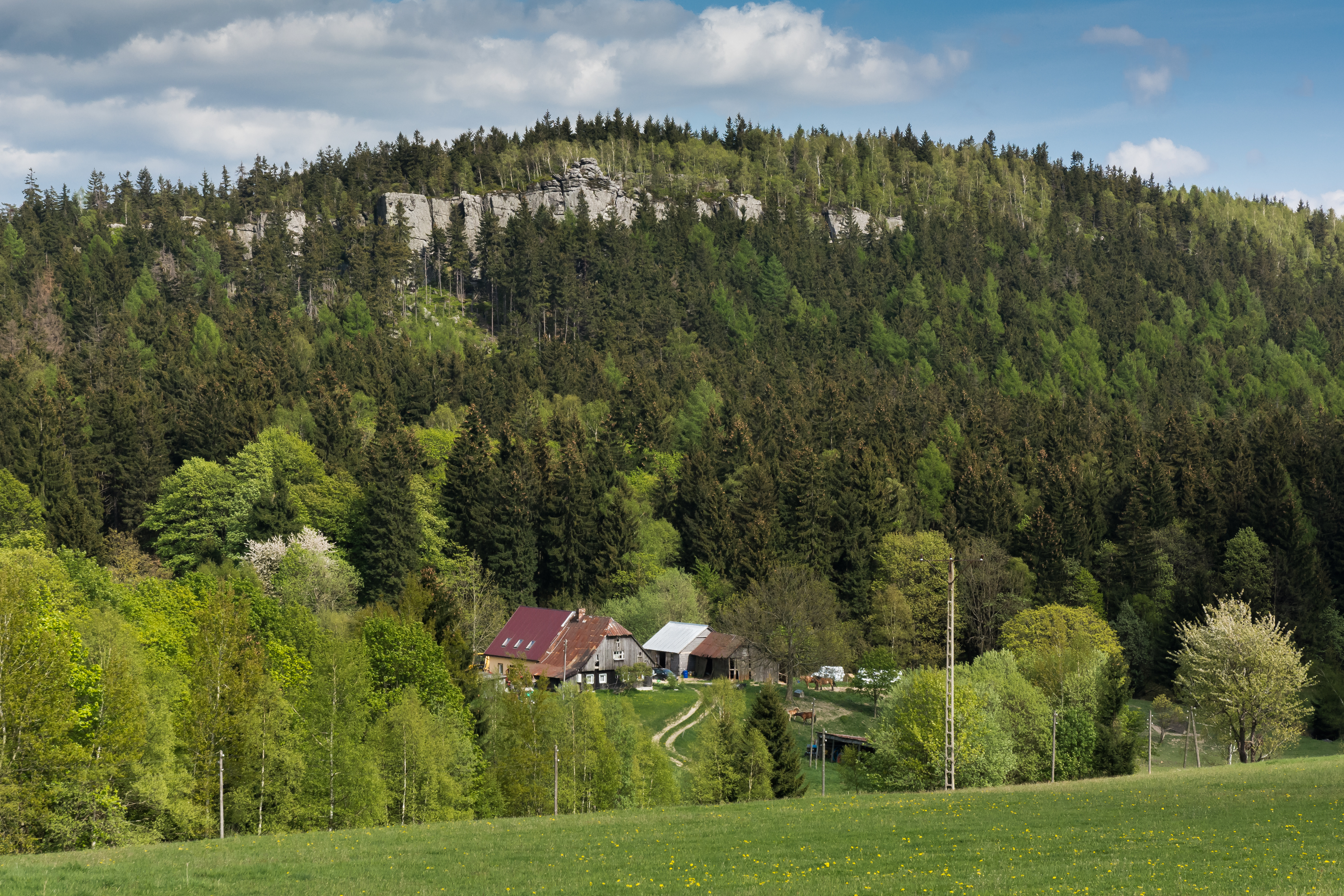
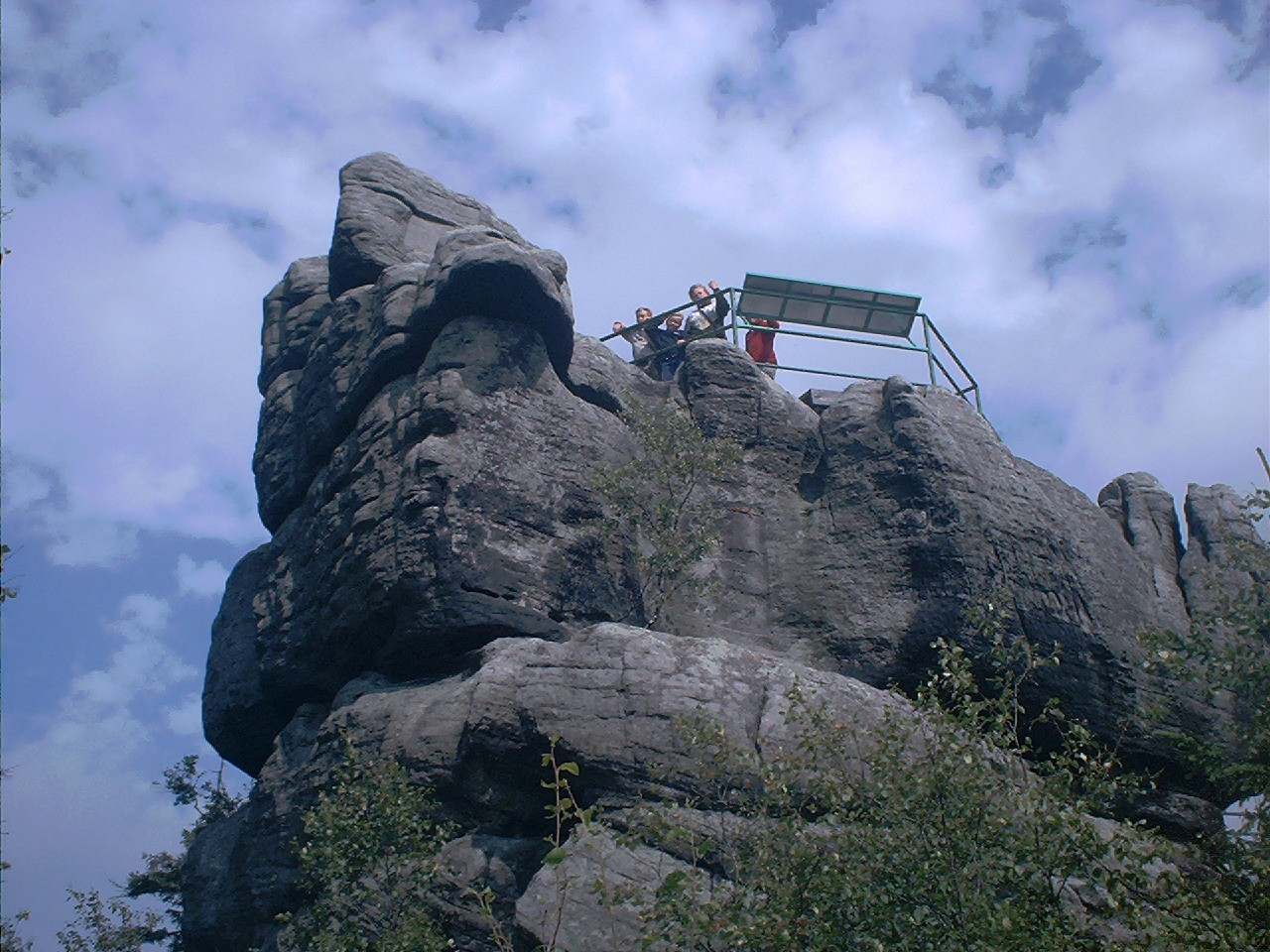
"Fotel Pradziada" em Szczeliniec Wielki
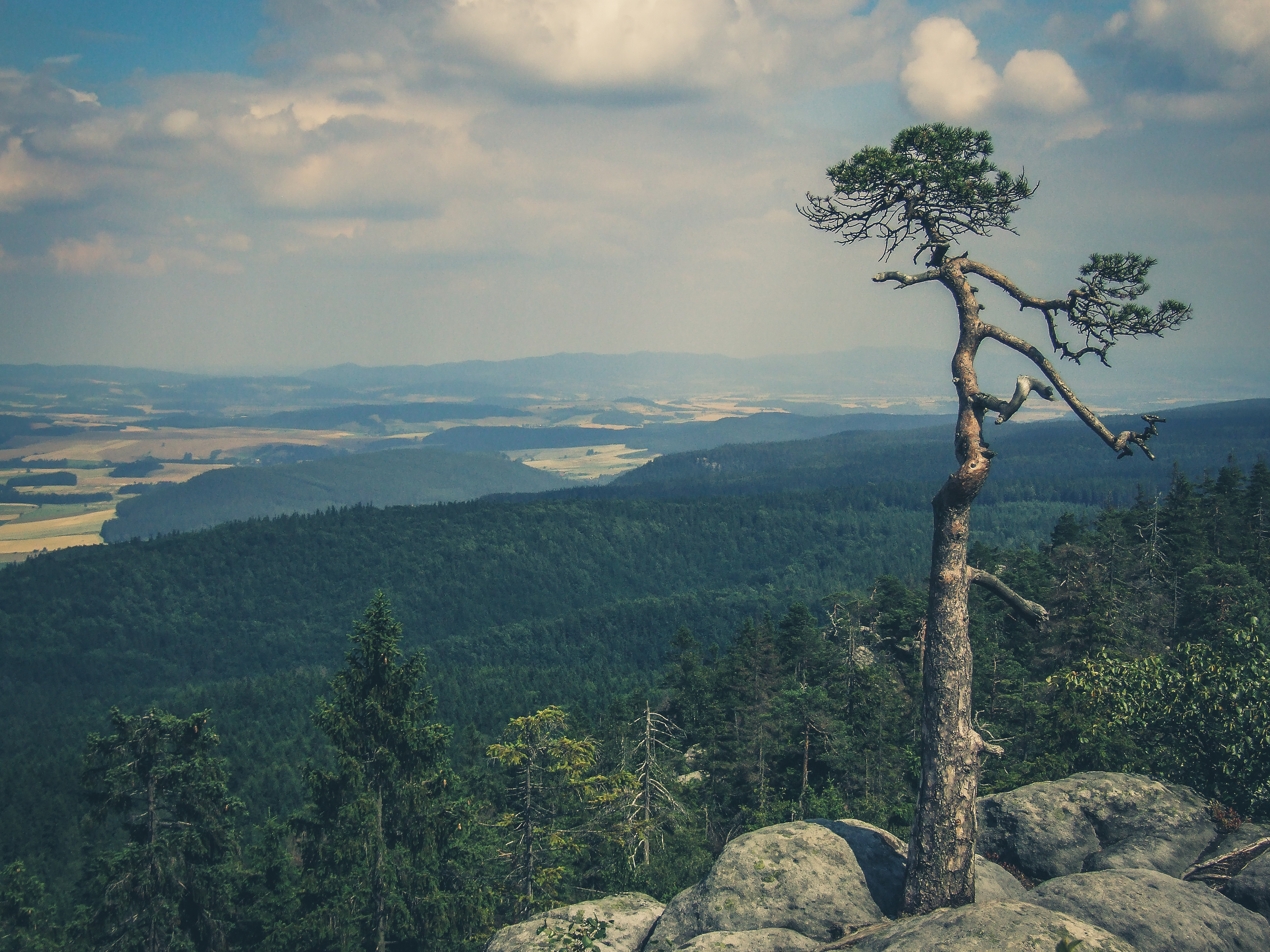
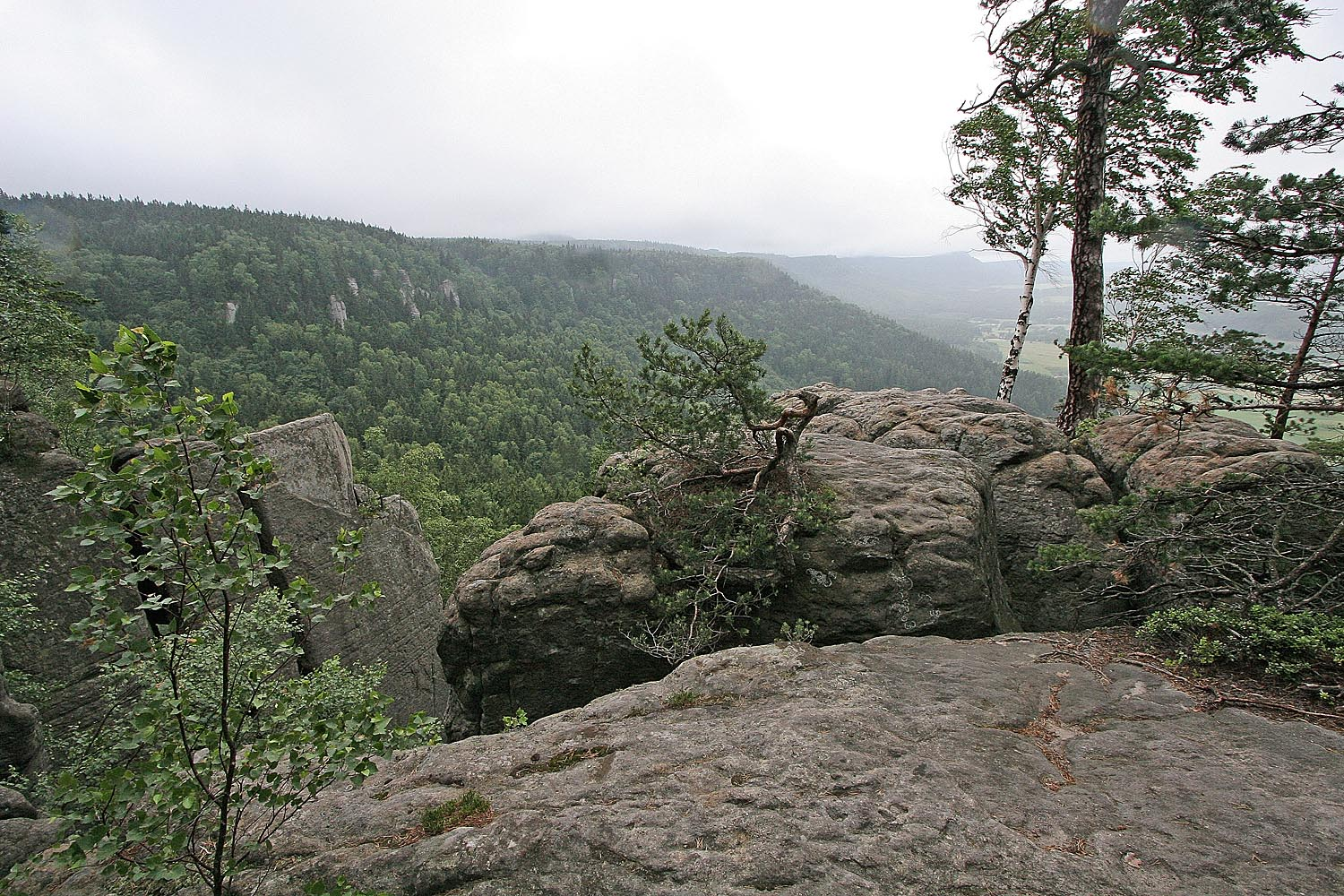
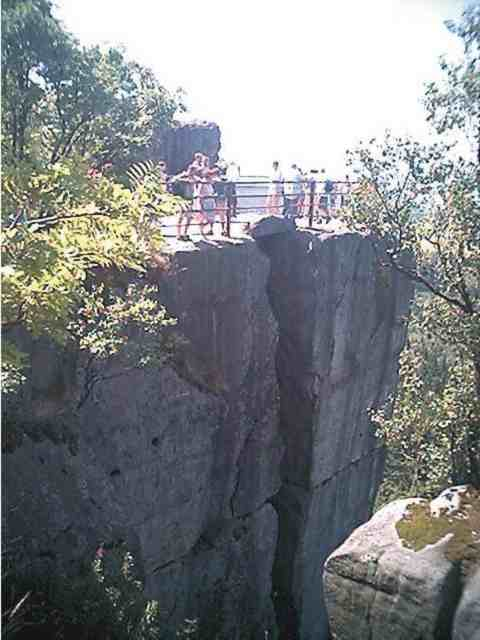
Vista a partir da galeria ocidental sobre Szczeliniec Wielki
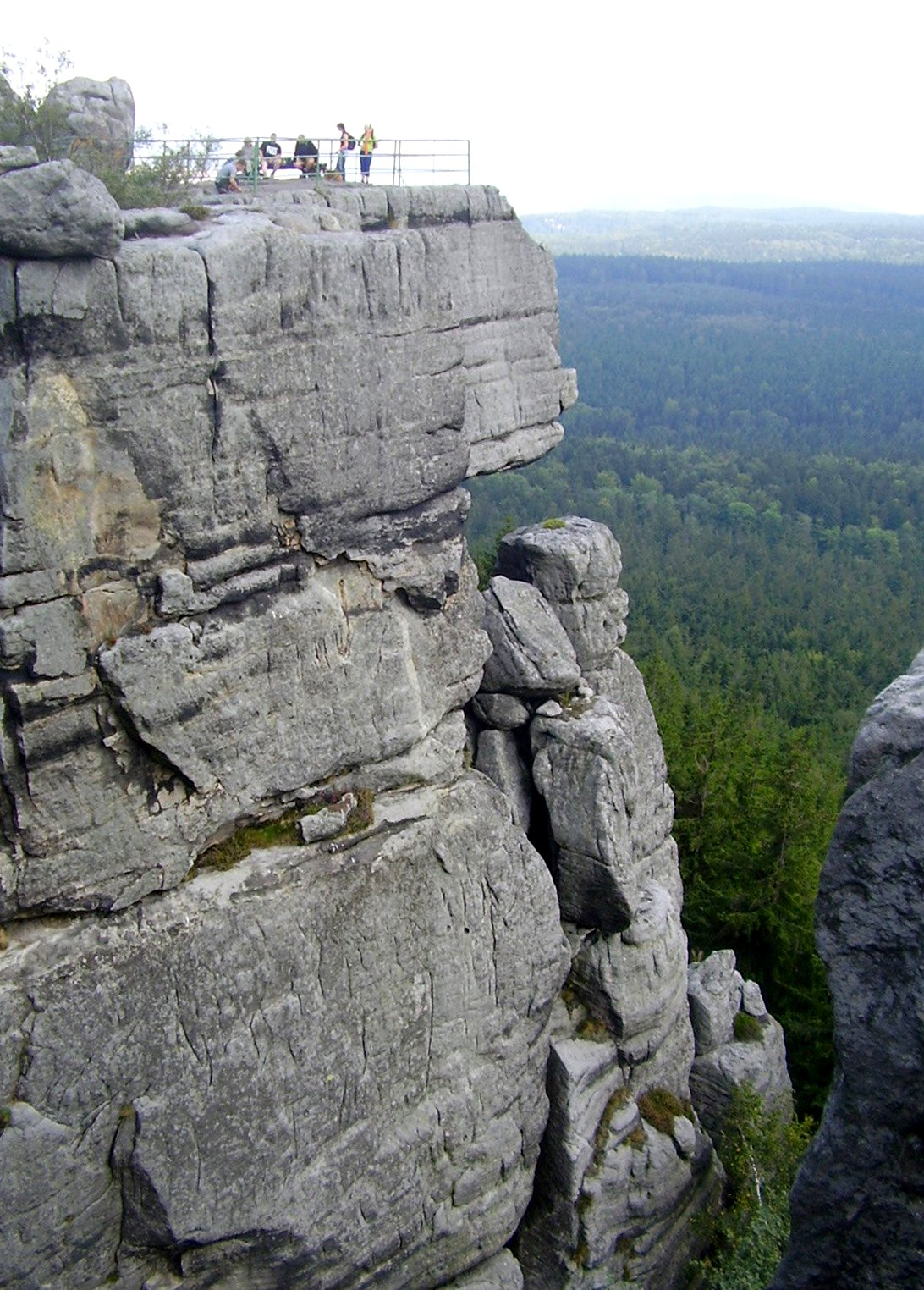
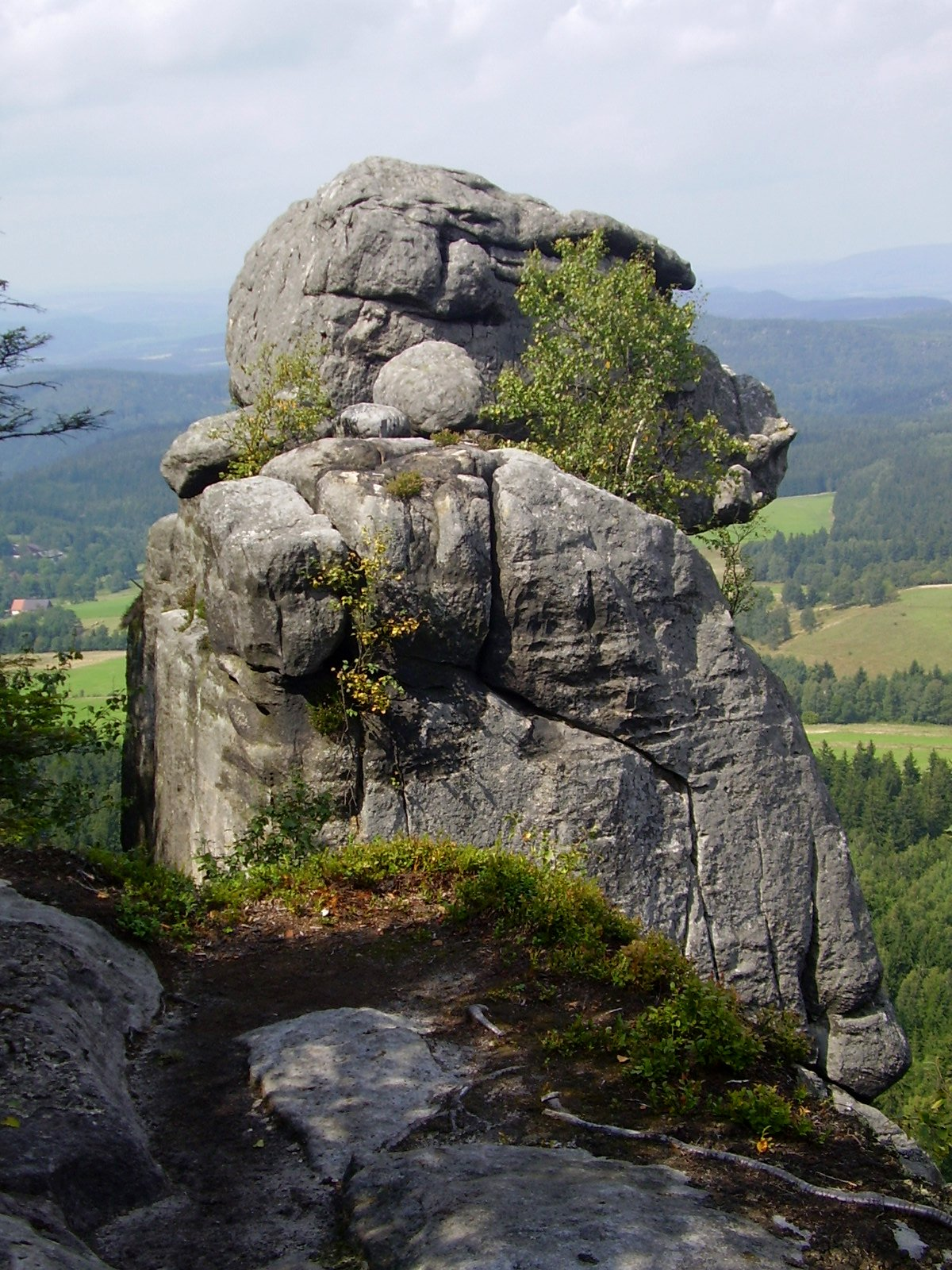
"Macado" em Szczeliniec Wielki
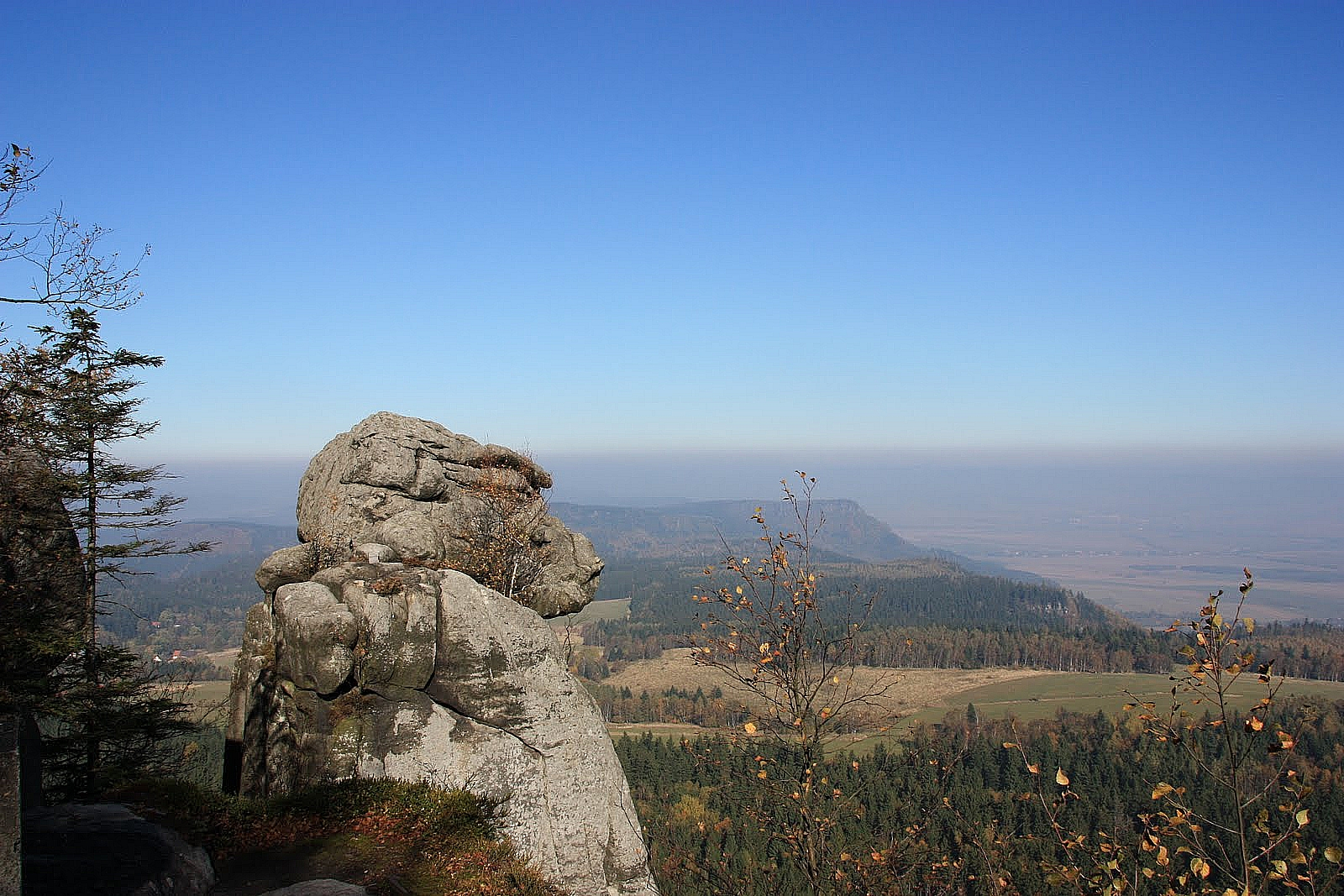
"Macaco"
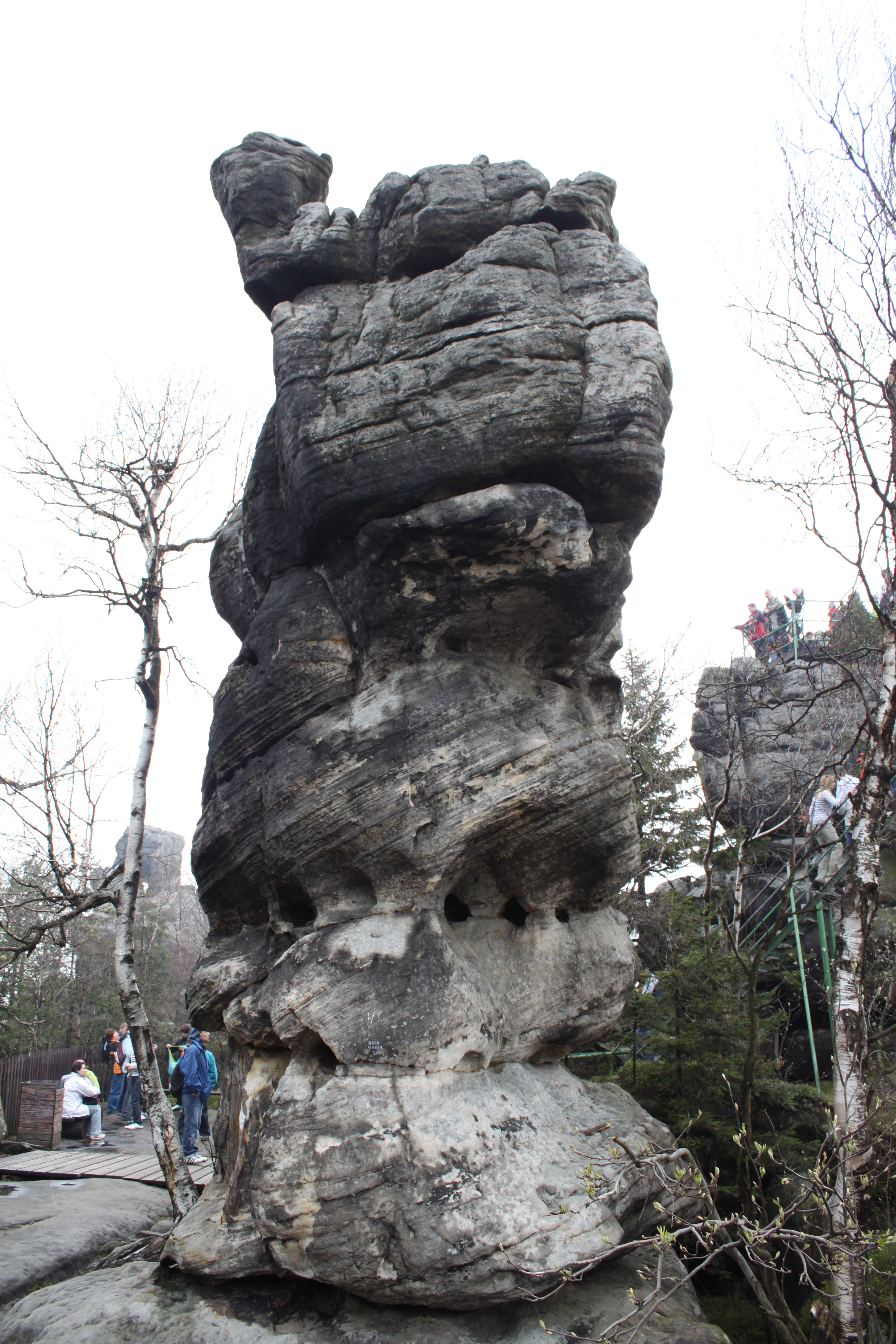
"Rocha do Camelo" em Szczeliniec Wielki
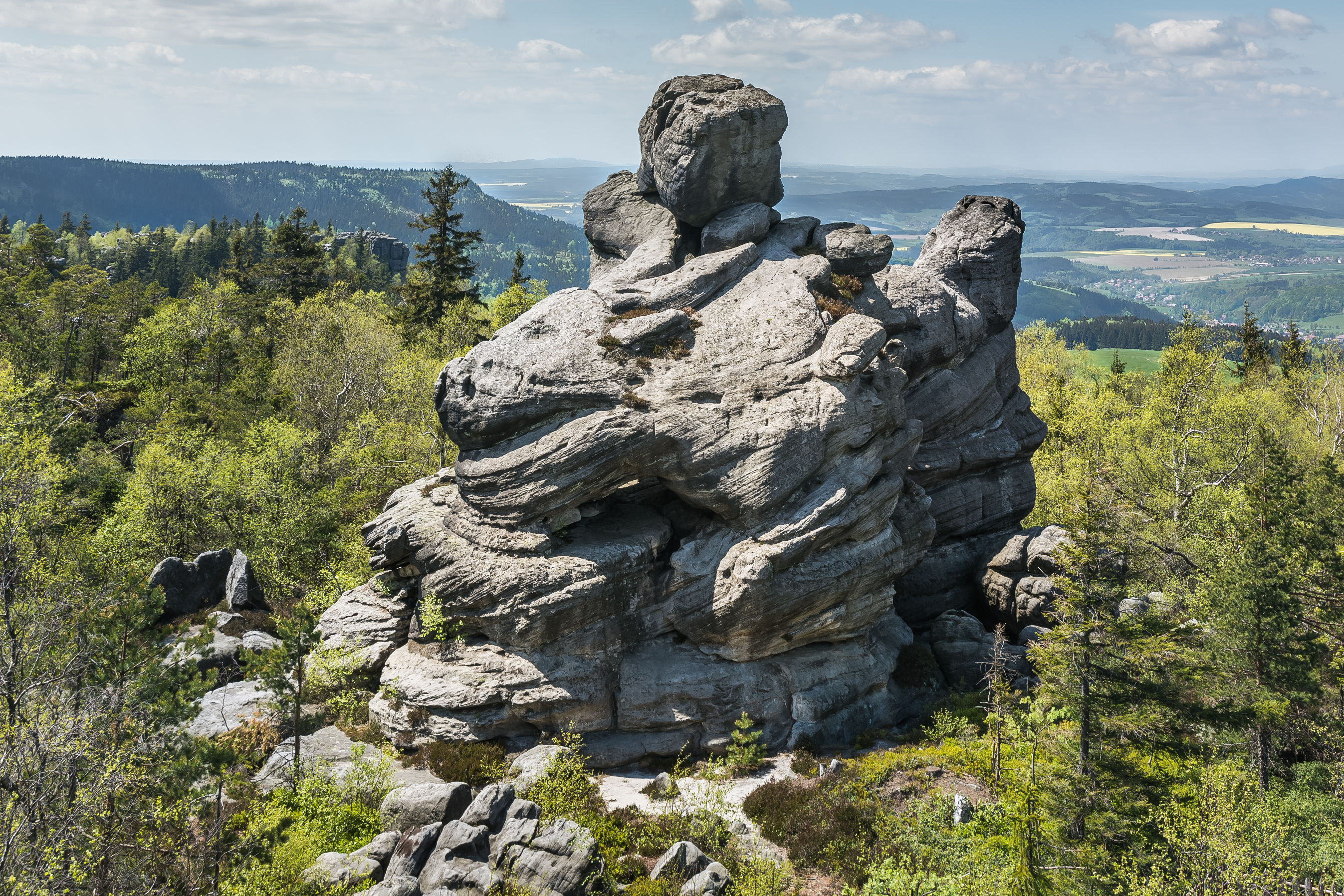
"Cebaça de Cavalo"
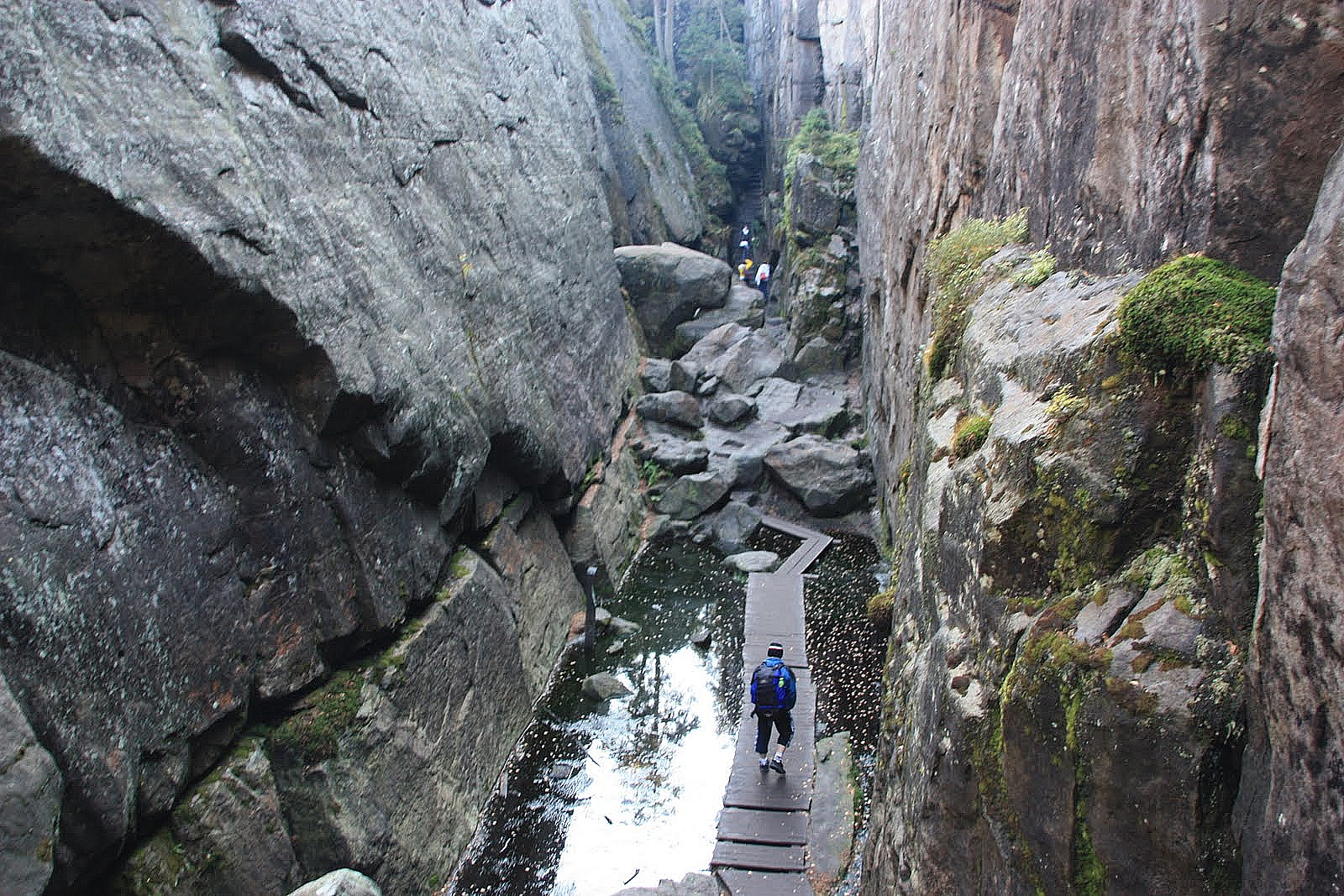
"Inferno"
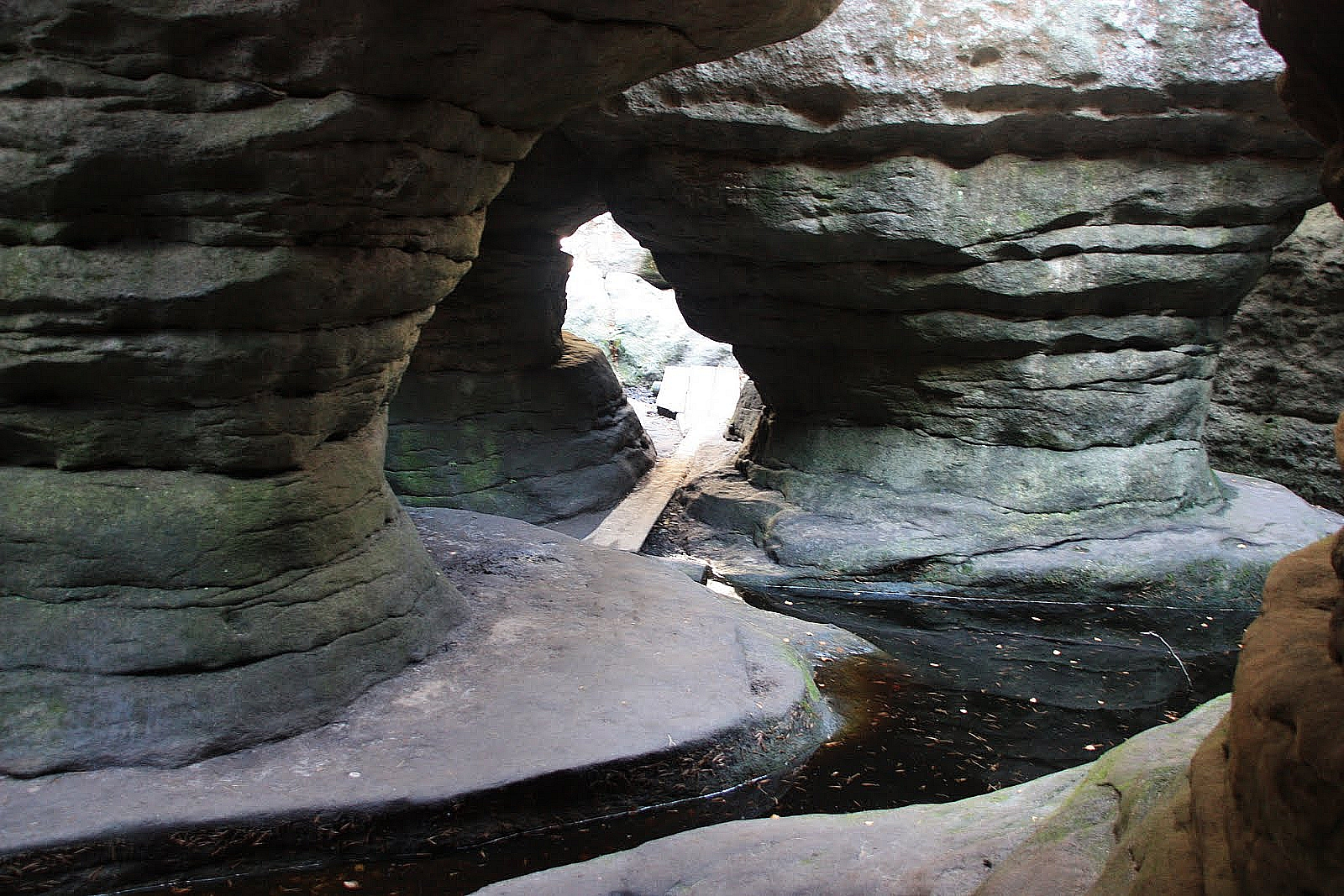
Rochas Errantes (Błędne Skały)
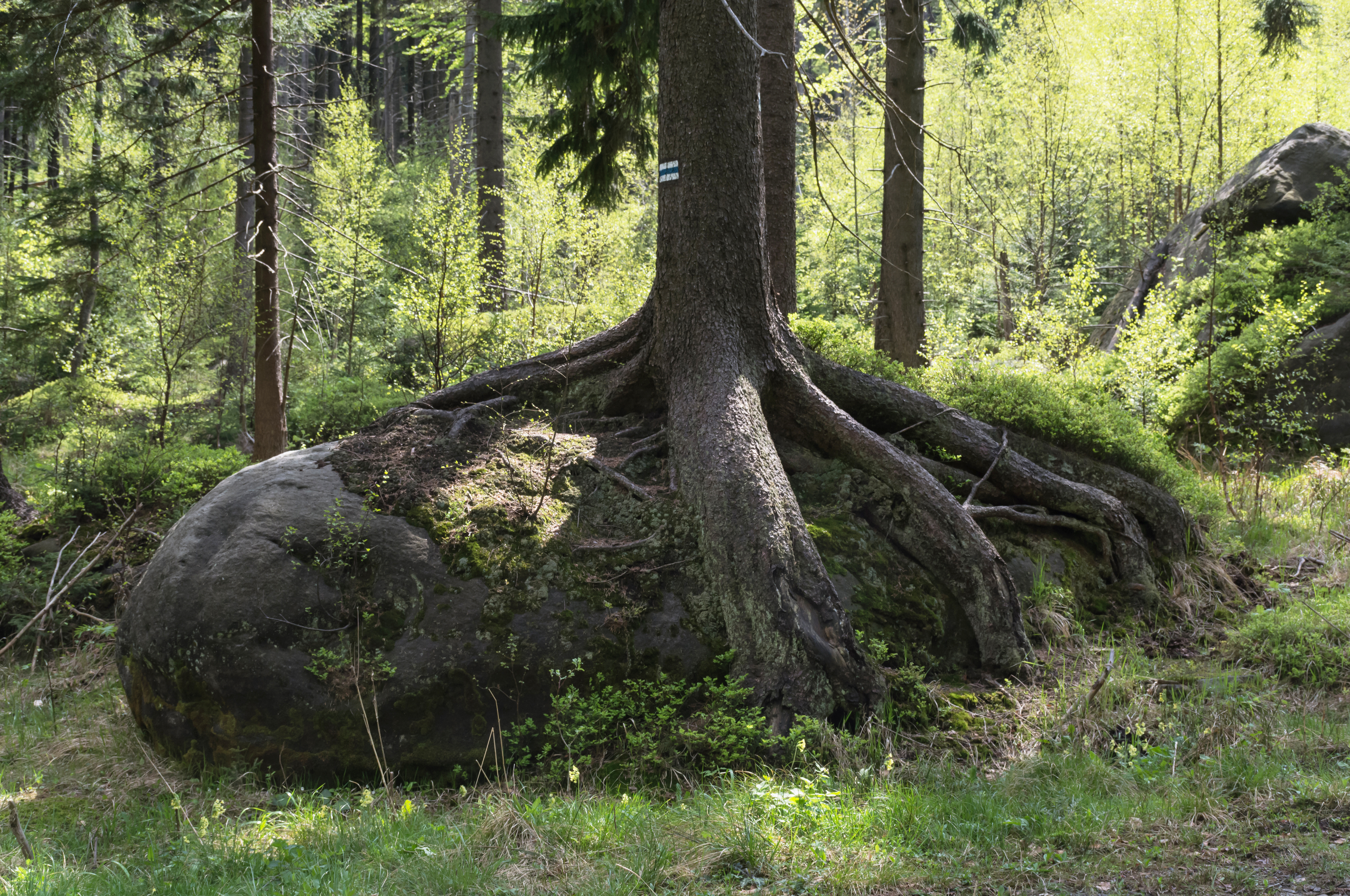